# Ez a kislány megy a kútra
Az Ez a kislány megy a kútra kezdetű magyar nótát Bakcsi Jenő gyűjtötte 1938-ban Gidófalván. Lukácsy Sándor Vereshajú című népszínművéből való, melyet 1877. június 2-án mutattak be a Népszínházban.
Feldolgozás:
| Szerző        | Mire                         | Mű                                |
| ------------- | ---------------------------- | --------------------------------- |
| Ludvig József | ének, zongora, gitárakkordok | A csitári hegyek alatt, 17. oldal |

## Kotta és dallam
| Ez a kislány megy a kútra, nem talál a gyalogútra, hajnalban, hajnal előtt, rózsafa nyílik a háza előtt. | Ez a kislány olyan kislány, maga jár a legény után. Hajnalba', hajnal előtt, rózsafa nyílik a háza előtt. | Ez a kislány azt akarja, hogy a legény megcsókolja. Hajnalba', hajnal előtt, rózsafa nyílik a háza előtt. | Akármilyen öregasszony, ha megkérik, csak menyasszony. Hajnalba', hajnal előtt, rózsafa nyílik a háza előtt. |

## Felvételek
- Ez a kislány megy a kútra. Solti Károly, Kállai Kiss Ernő és zenekara  YouTube (1988. június 21.)  (Hozzáférés: 2016. május 4.) (audió)
- Ez a kislány megy a kútra. Toki Horváth Gyula és népzenekara  YouTube (1972. március 17.)  (Hozzáférés: 2016. május 4.) (audió)
- Ez a kislány megy a kútra. cimbalom.nl (Hozzáférés: 2016. május 4.) (audió) arch népdal és csárdás formában.
- Ez a kislány megy a kútra. A két zsivány  YouTube (2012. december 21.)  (Hozzáférés: 2016. május 4.) (audió)
- Ez a kislány megy a kútra. Csab-Vill  YouTube (2011. május 6.)  (Hozzáférés: 2016. május 4.) (audió) 2:53-ig.